# 조이 디비전
조이 디비전(Joy Division)은 1976년 맨체스터에서 결성된 영국의 포스트 펑크 록 밴드다. 포스트 펑크를 대표하는 밴드 중 하나이며 보컬 이언 커티스의 음울한 가사와 독특한 라이브 퍼포먼스, 탄탄한 음악으로 주목 받았다. 하지만 1980년 5월 18일 미국 순회 공연을 앞두고 이언 커티스가 자살하는 바람에, 밴드는 4년 만에 단명하게 된다. 이후 남은 멤버들은 뉴 오더를 결성한다.
본디 영국을 제외하면, 해외에서 인지도는 낮았으나 이언 커티스의 사망 이후 영국에서 일어난 열풍과 이들의 음악의 영향을 받은 후대 뮤지션들의 등장함으로 세계적으로 영향력을 확대해나갔다. 2008년 10월 30일엔 이언 커티스의 삶을 다룬 영화 《컨트롤》 (2007년)이 한국에서 개봉했다.

## 역사
1976년에 영국의 맨체스터에서 섹스 피스톨즈의 무대를 보고 있던 버나드 섬너와 피터 훅이 만나, "Stiff Kittens"라는 그룹을 결성한다. 그 두 명이 이언 커티스를 만나, "Warsaw"로 밴드명을 바꾸어 77년 5월에 데뷔 공연을 한다. 거기에 드러머 스티븐 모리스가 참여하게 되고, 78년에 런던을 중심으로 활동하던 밴드 "Warsaw Pakt"와 이름이 비슷해서 조이 디비전으로 다시 밴드명을 바꾸어 위대한 그룹의 역사가 시작한다. 그들은 모두 섹스 피스톨즈, 벨벳 언더그라운드, 데이비드 보위 등에 심취하고 있었다.
당시 맨체스터에서 시작한지 얼마 되지 않았던 팩토리 레코드와 계약하고, 1979년 데뷔 앨범 『Unknown Pleasures』를 발매한다. 데뷔 앨범으로 이미 독특한 고딕 양식의 사운드 톤과 이언의 깊이있는 보컬이 만들어내는 세계를 확립하고 있었다. 언론에서도 절찬받은 이 앨범은 이후 정세에도 큰 영향을 미쳐 라이브 활동 등도 하면서, 그들의 평가는 퍼블릭 이미지 리미티드와 같은 포스트 펑크 그룹과 함께 높아져 갔다. 그러나, 80년 5월에는 중심 인물이었던 이언 커티스가 목을 매 자살한다. 이 사건으로부터 2개월 후 발표된 두 번째 앨범 『Closer』는 대히트를 기록하여, 영국 록 음악사의 장면에 길이 새기는 명작이 되었다. 81년에 미발표 곡과 실황 음악으로 구성된 앨범 『Still』, 그리고 88년에 희귀 음원을 중심으로 한 편집 앨범 『Substance』(1977-1980)가 발매되었다.

## 구성원
- 이언 커티스 (Ian Curtis) - 보컬
- 버나드 섬너 (Bernard Sumner) - 기타, 키보드
- 피터 훅 (Peter Hook) - 베이스
- 스티븐 모리스 (Stephen Morris) - 드럼

이언 커티스가 사망한 후 남은 멤버들은 새 멤버를 영입해 뉴 오더로 활동하게 된다.

## 음반 목록
※ 정규 앨범의 완성도를 중요시 했기 때문에, 기존 펑크 록의 관례와 달리 발표된 싱글들은 정규 앨범에 수록하지 않았다.

### 정규 앨범
- Unknown Pleasures (1979년)
- Closer (1980년)

### 싱글
- "Transmission" （1979년）
- "Atmosphere" （1980년）
- "Komakino" （1980년）
- Love Will Tear Us Apart （1980년）
- Atmosphere （1980년）

### 편집 앨범
- Still (1981년) - 미공개곡 모음집
- Substance 1977-1980 (1988년) - 싱글 모음집
- Warsaw (1994년) - 본래 데뷔 앨범으로 출시할 계획이었던 음반
- Permanent (1995년) - 베스트 앨범
- Heart And Soul (2004년) - 미발표 음원을 모은 CD박스
- Let The Movie Begin (2006년) - 라이브와 아웃테이크 모음집
- The Best Of Joy Division (2008년) - 베스트 앨범+존 필 세션 라이브

### 라이브 앨범
- PRESTON 28 FEBRUARY 1980 （1999년）
- The Complete BBC Recordings （2000년）